# ビョルン・ヴィルコラ
ビョルン・ヴィルコラ（Bjørn Wirkola、1943年8月4日 - ）は、ノルウェー、フィンマルク県アルタ出身の元スキージャンプ選手、ノルディック複合選手、サッカー選手。スキージャンプで1960年代後半から70年代にかけ活躍、1970年代前半にはサッカー選手としても活躍した。

## プロフィール
1966年、自国のオスロで開催されたノルディックスキー世界選手権で90m級、70m級の2冠に輝いた。この大会はホルメンコーレン大会を兼ねていたが、翌1967年も優勝、ホルメンコーレン大会2連覇を記録した。
1966-1967シーズンからジャンプ週間3連覇。これは史上唯一の記録で、ジャンプ週間で通算10勝はイェンス・バイスフロク（ドイツ）と並ぶタイ記録である。
ビルコラはスキーフライングで世界記録を3回更新している。1966年、ヴィケルスンで146mを記録、1969年にプラニツァで156m、160mを記録した。
オリンピックには3度出場、1964年インスブルックオリンピックは90m級で16位、ノルディック複合で11位だった。
1968年のグルノーブルオリンピックで70m級4位（これがオリンピックでの最高位）、90m級23位となった。
1972年の札幌オリンピックでは90m級37位に終わった。
このシーズンを最後に現役を引退した。
また、ノルウェー選手権で合計8度優勝している。
1968年にその業績に対しホルメンコーレン・メダルを受賞した（同時に受賞したのはオーラヴ5世、アーサー・レーンルンド、イェルムン・エッゲン <Gjermund Eggen>）。
一方、1971年から本格的にサッカーを始め、ローゼンボリBK（トロンハイム）のフォワードとして活躍、1971年にチームはカップ戦とリーグ戦をともに制し2冠を達成した。この年にビルコラはEgebergs Ærespris（ノルウェー人で複数のスポーツにおいて優秀な成績を残した選手に贈られる賞）を受賞した。サッカーは1974年までプレーした。